# Urraka Kastylijska (królowa Portugalii)
Urraka Kastylijska (1186 – 3 listopada 1220) – córka Alfonsa VIII Szlachetnego, króla Kastylii i Eleonory angielskiej. 
W 1208 roku, Urraka poślubiła Alfonsa II, króla Portugalii. Byli rodzicami piątki dzieci:
- Sancha II (1207–1248), króla Portugalii,
- Alfonsa III (1210–1279), kolejnego króla Portugalii,
- Eleonory (1211–1231), żony księcia Waldemara Duńskiego (syna króla Waldemara II i siostry Alfonsa – Berengarii),
- Ferdynanda (przed 1217–1243), pana Serpa,
- Wincentego (1219).